# ドリラー
ドリラーとは、ボウリングにおいてボールに専用ドリルで指穴を開ける技術者の事。
ボールの穴はただ開ければ良いと言う物ではなく、投げる本人（ボウラー）の手の大きさや指の太さ、柔軟性等を総合的に分析し、各個人の手に合わせた掘り方をしなければならないと言われている。上達するには、良いドリラーを見つけることが必要条件である。しかし、高い技術を持ちかつ良心的なドリラーは数が少なく、多くの人にとって良いドリラーを見つけるのは難しい。
いかに各個人の手や投げ方に合わせたドリルが出来るか技術者の間で競われ、特にアメリカにおいては、腕の良いドリラーには相応の報酬（ドリル代）が支払われる。ちなみに、現在の日本では新品ボールを購入し、かつ購入先でドリルを依頼すれば、ドリル代がサービスされるのが普通であると思われる。
ボールにルールがあるにもかかわらず、加工する側（ここではドリラーの事）に資格制度を設けなければ不備が生じるという理由から、文部省（現在の文部科学省）の指導の下、1999年4月からJBC（財・全日本ボウリング協会）による公認ドリラー制度がスタートした。

## 著名ドリラー
- 芦川和義